# Hypsioma nesiope
Hypsioma nesiope là một loài bọ cánh cứng trong họ Cerambycidae.